# Historische Grenzsteine in Böttstein
Die historischen Grenzsteine in Böttstein zeigen gegen Süden und Westen das Berner Wappen und gegen Norden respektive Osten das Wappen der Grafschaft Baden und dienen heute als Grenzsteine verschiedener Gemeinden.
Nach der Eroberung des Aargaus 1415 durch die Berner grenzte Böttstein, das in der Grafschaft Baden im Kirchspiel Leuggern lag, an das Bernische Oberamt Schenkenberg. Der Verlauf der Grenze wurde kurz vor der Reformation 1520 festgelegt. Um Streitigkeiten wegen Jagd und Wald vor allem im Gebiet von Etzwil zu beenden, wurden 1600 und letztmals 1781 dreizehn Marksteine von der Aare bis nach Leibstadt-Bernau am Rhein errichtet.